# نجم غريب

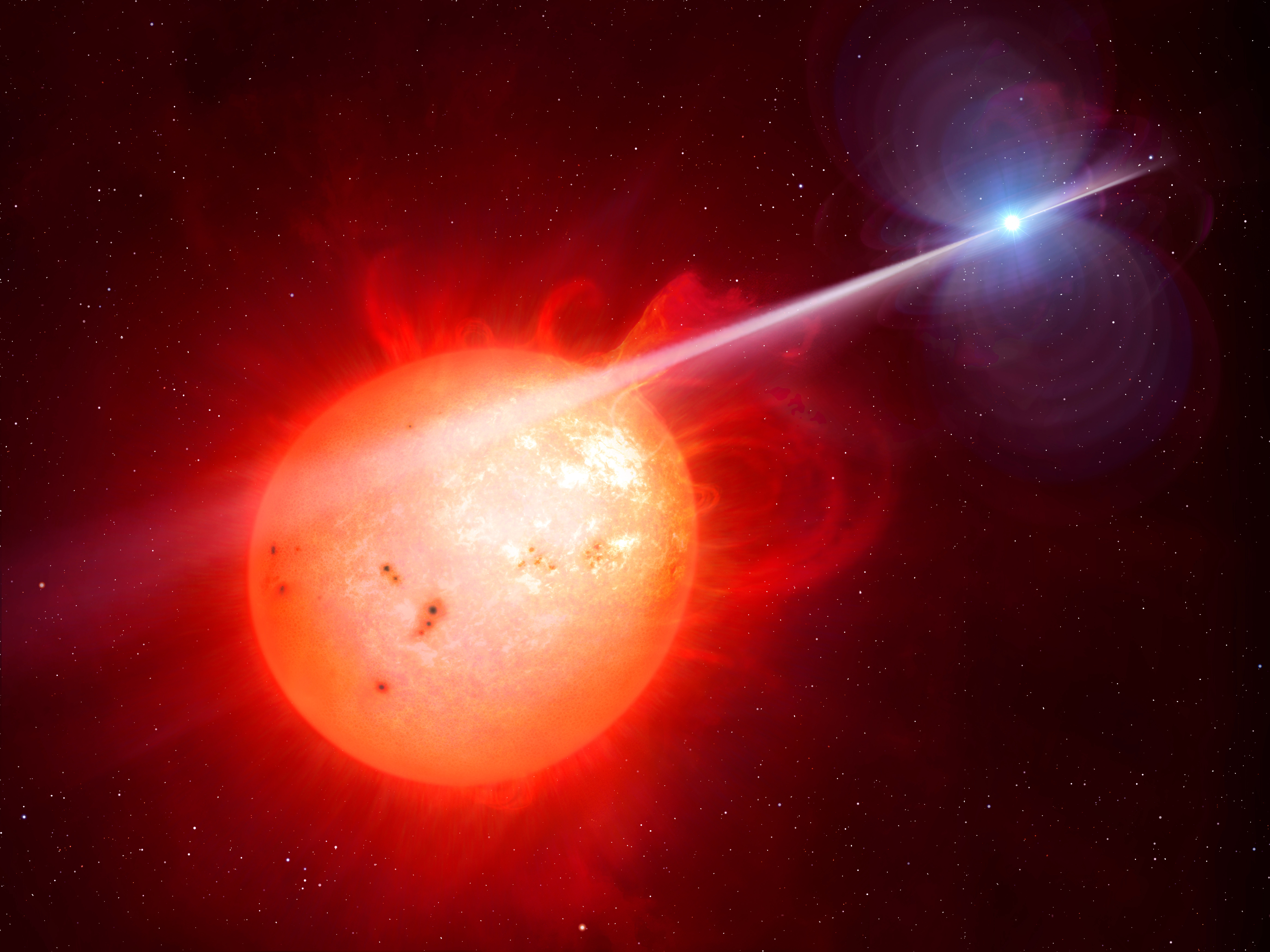

في علم الفلك النجم الغريب هو جرم فلكي مضغوط أو بقايا نجمية متراصة وهو نجم افتراضي يتكون من شيء آخر غير الإلكترونات والبروتونات والنيوترونات والميونات؛ ومتوازن ضد انهيار الجاذبية عن طريق ضغط المادة المتحللة أو خصائص الكم الأخرى.
في 10 أبريل 2002 وجد علماء الفلك الذين يستخدمون مرصد شاندرا للأشعة السينية وبشكل غير متوقع نجم غريب يتكون بالكامل من الكواركات. أثناء رصدهم إلى حطام المستعرات الأعظمية الأخيرة وأن النجم المجاور RX J1856 الذي يقع على مسافة 11 كيلومترا فقط، أصغر من أن يكون نجما نيوترونيا.وهذا أمر منطقي فقط إذا كان المستعر الأعظم الذي يعتقد أنه قد انتج RX J1856 أجبر النيوترونات معا وبقوة بحيث تشكلت في هيئتها الكواركية.